# Язи
Язи — село в Бісковицькій сільській громаді Самбірського району Львівської області України. Населення становить 521 осіб.

## Назва
У 1989 р. назву села Язів було змінено на сучасну.

## Населення

### Мова
Розподіл населення за рідною мовою за даними перепису 2001 року:
| Мова       | Кількість | Відсоток |
| ---------- | --------- | -------- |
| українська | 637       | 98.76%   |
| російська  | 8         | 1.24%    |
| Усього     | 645       | 100%     |

## Відомі люди
Бжостовський Ігор — український військовик, вояк інженерно-саперного батальйону 703-го інженерного полку (Самбір). Лицар ордена «За мужність» III ступеня (26.2.2015, посмертно).